# Roy Cochran
Roy Cochran   (Richton, 6 de gener de 1919 - Gig Harbor, 26 de setembre de 1981) fou un atleta estatunidenc, especialista en curses de velocitat, guanyador de dues medalles d'or als Jocs d'Estiu de 1948.
Nascut a Richton, Mississipi, com el novè de deu fills d'una família esportiva, jugava a futbol americà i practicava l'atletisme a l'institut. Cochran volia anar a la Universitat de Tulane amb una beca de futbol americà, però el seu germà gran Commodore, que havia guanyat una medalla d'or en els Jocs Olímpics d'Estiu de 1924 en els 4x400 metres, el va convèncer d'anar a la Universitat d'Indiana, a Bloomington, amb una beca d'atletisme. Més tard, Commodore també fou el seu entrenador.
Després de guanyar els campionats de l'AAU en 400 metres tanques el 1939, va ser seleccionat per a l'equip olímpic dels Estats Units dels Jocs de 1940 per córrer els 400 metres llisos, els 400 metres tanques i els relleus 4x400 metres. Aquests Jocs no es van disputar per l'esclat de la Segona Guerra Mundial. Durant la guerra va servir al Pacífic, i un cop finalitzada es va graduar en fisiologia a la Universitat del Sud de Califòrnia.
Cochran va reprendre l'atletisme a la Universitat del Sud de Califòrnia i el 1942 va establir els rècords mundials en pista coberta dels 400 metres i les 440 iardes, així com el de les 440 iardes a l'aire lliure. El 1948 va guanyar el seu segon títol de l'AAU en els 400 metres tanques, cosa que el classificà pels Jocs Olímpics d'Estiu de Londres. En ells disputà dues proves del programa d'atletisme. En els 400 metres tanques guanyà la medalla d'or, i fent equip amb Arthur Harnden, Clifford Bourland i Mal Whitfield també guanyà la medalla d'or en els 4x400 metres relleus.
El 2010, a títol pòstum, va ser inclòs al  National Track and Field Hall of Fame.

## Millors marques
- 400 metres. 46.7" (1946)
- 400 metres tanques. 51.1" (1948)[3]